# دکولمان جفت
دکولمان جفت یا کندگی جفت (به انگلیسی: Placental abruption) به معنی جداشدن ناگهانی جفت از آندومتر می‌باشد که می‌تواند ناقص یا کامل باشد. چون در دکولمان کامل، خون مادر به جفت نمی‌رسد از این‌رو جنین دچار هیپوکسی می‌شود و اگر زایمان به سرعت (اغلب با روش سزارین) انجام نشود جنین قطعاً می‌میرد. معمولاً دکلمان با خونریزی مادر همراه است.
جداشدن ناگهانی جفت از رحم اغلب در ماه‌های آخر بارداری بوده به دلیل استرس جنین (نرسیدن خون به جنین و تند شدن ضربان قلب) خطرناک می‌باشد. تاخیر در درمان بخصوص در جداشدن کامل جفت موجب مرگ نوزاد می‌شود و باید سریعاً مادر را سزارین نمود.